# Schendylops mascarenicus
Schendylops mascarenicus – gatunek parecznika z rzędu zieminkokształtnych i rodziny Schendylidae.

## Taksonomia
Gatunek opisany w 1960 roku przez R. F. Lawrence'a pod nazwą Haploschendyla insolita. Do rodzaju Schendylops przeniesiony został w 1997 przez R. L. Hoffmana i L. Pereirę. W 2004 L. Pereira, A. Minelli i M. Uliana dokonali jego redeskrypcji.

## Opis
Znana wyłącznie samica o ciele długości 38 mm, szerokości do 1,2 mm, 65 parach odnóży i barwie jasnopomarańczowej po przechowywaniu w alkoholu. Czułki 2,1 raza dłuższe niż płytka głowowa i nieco dystalnie wysmuklone. Płytka głowowa nieco dłuższa niż szeroka. Na nadustku 18 szczecin środkowych i para przedwargowych. Warga górna z 30 ząbkami, z których środkowe są ciemniejsze i silniejsze. Blaszki ząbkowane żuwaczek podzielone na trzy wyraźne bloki mające kolejno: 3, 3 i 6 ząbków, a blaszki grzebykowate z 19 ząbkami każda. Coxosterna I pary szczęk z parą szczecin i dobrze rozwiniętymi wyrostkami środkowymi. Telopodity szczękonóży w pozycji zamkniętej nie wystające za przedni brzeg głowy i o wszystkich stawach bez ząbków. Pola porów kończą się na przednim przedostatnim sternum. Pory brzuszne obecne na przednich i tylnych sterna. Chetotaksja odnóży krocznych jednolita, a ich pazurki z dwoma kolcami położonymi brzuszno-nasadowo. Gonopodia samicy jednostawowe.

## Występowanie
Gatunek jest endemitem Madagaskaru, znanym jedynie z Ambohimahosoa w prowincji Mahajanga.